# Успеновка (Гуляйпольский район)
Успе́новка (укр. Успенівка) — село,
Успеновский сельский совет,
Гуляйпольский район,
Запорожская область,
Украина.
Код КОАТУУ — 2321887501. Население по переписи 2001 года составляло 1422 человека.
Является административным центром Успеновского сельского совета, в который, кроме того, входят сёла
Красногорское,
Новое,
Новоуспеновское,
Павловка,
Привольное,
Рыбное и
Сладкое.

## Географическое положение
Село Успеновка находится на левом берегу реки Янчур,
выше по течению примыкает село Новониколаевка,
ниже по течению на расстоянии в 2 км расположено село Рыбное,
на противоположном берегу — сёла Привольное, Павловка и Нововасилевское.
По селу протекает пересыхающий ручей с запрудой.

## История
- 1802 год — дата основания.

## Экономика
- «Украина», ООО.

## Объекты социальной сферы
- Школа.
- Детский сад.
- Больница.
- Амбулатория.
- Дом культуры.

## Достопримечательности
- Памятник Богдану Хмельницкому[2]